# 朝比奈宗源
朝比奈 宗源（あさひな そうげん、1891年（明治24年）1月9日 - 1979年（昭和54年）8月25日）は、臨済宗の禅僧。臨済宗円覚寺派管長、円覚寺住職。日本を守る会代表委員、スパイ防止法制定促進国民会議呼びかけ人なども務めた。

## 来歴
静岡県清水市（現在の静岡市清水区）出身。鎌倉・円覚寺住職。臨済宗円覚寺派管長。
32歳の時に日本大学宗教専門部（現存しない）卒。京都妙心寺、鎌倉円覚寺で修行。1934年～1942年まで横濱専門学校（現神奈川大学）で倫理学講師を担当、高歯の下駄で鎌倉から通った。その後、駒澤大学教授。
1942年、円覚寺住職。1945年、円覚寺派管長。大戦中は中国や南方で従軍布教をした。
1963年、賀川豊彦、尾崎行雄らとともに、世界連邦運動推進のため「世界連邦日本仏教徒協議会」（世連仏）を結成し、会長となった。
1967年、「世界連邦日本宗教委員会」を結成した。
1973年、朝比奈と富岡八幡宮宮司の富岡盛彦は伊勢神宮の宿舎で同宿した際、「保守系の宗教団体が集結し愛国運動を起こす」という着想を得た。明治神宮宮司の伊達巽から、協力についての快諾の回答が得られたあと、朝比奈と富岡は初めに、渋谷区神宮前にあった生長の家本部を訪ねた。総裁の谷口雅春は「協力を惜しまないどころか、生長の家の活動そのものの目指すところはそこにある」と述べ、団体設立に向けた動きが具体化。1974年4月に民間団体「日本を守る会」が設立され、朝比奈は谷口らとともに代表委員に名を連ねた。
1979年2月24日、国際勝共連合と自民党の国防関係国会議員が中心となり、「スパイ防止法制定促進国民会議」が設立された。呼びかけ人は朝比奈、木内信胤、宇野精一、郷司浩平、宝井馬琴、三輪知雄の6人。
同年8月25日、死去。88歳没。日本を守る会は1997年5月30日に日本を守る国民会議と合併し、「日本会議」に改組された。

## 人物

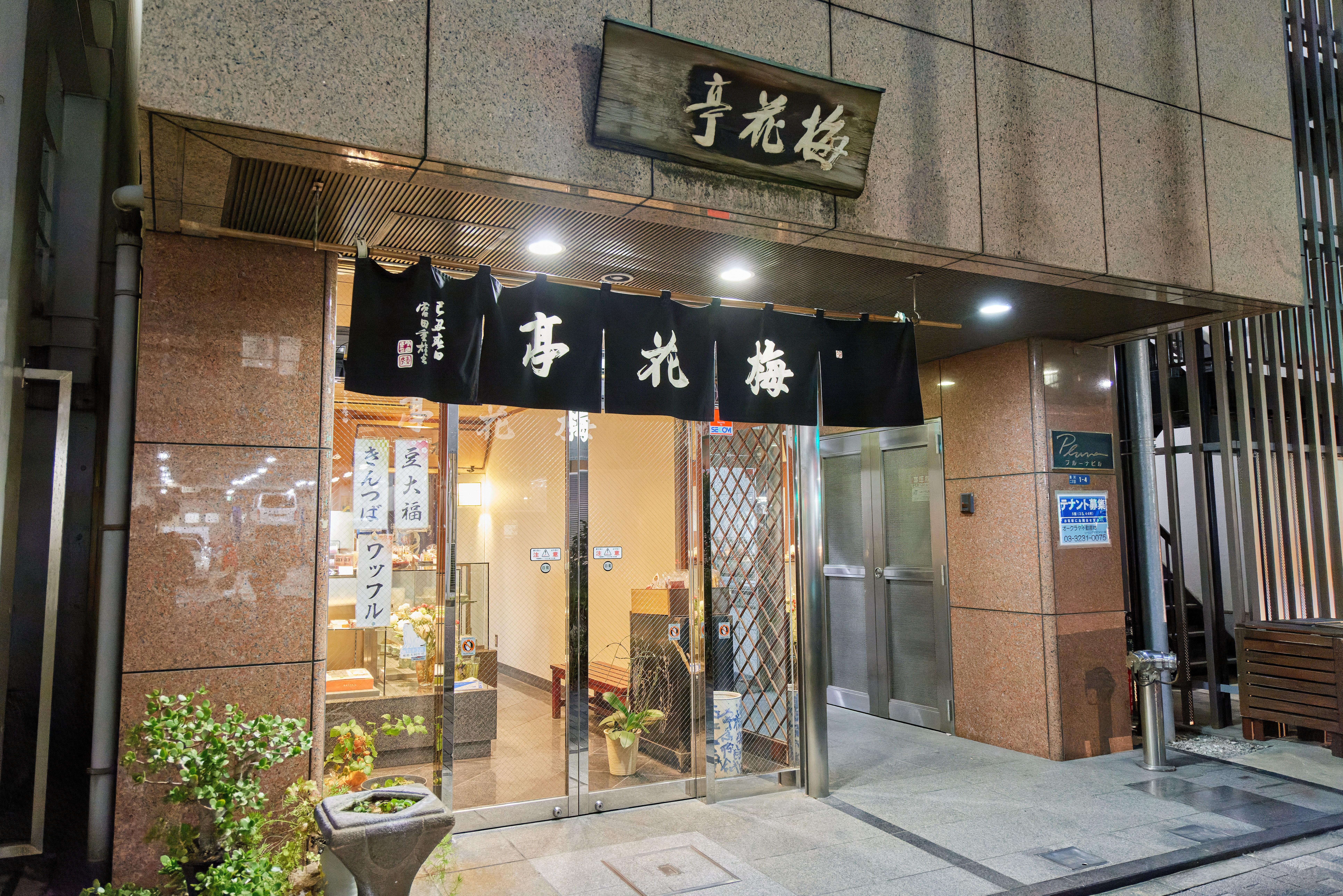
東京・新川（霊岸島）にある和菓子店の梅花亭には宗源によって書かれた看板が掲げられている

- 「ナショナル劇場」の『戦国太平記 真田幸村』『水戸黄門』『大岡越前』などの時代劇の題字を手がけたことでも知られている。オープニングやエンディングにも「題字 朝比奈宗源」とクレジットされている。
- 1936年2月26日朝（二・二六事件）、一時間目の授業に教壇に立つや「今朝、軍の暴徒が首相始め高官達を襲って暗殺したらしい。こんなことを許していては日本は滅びてしまう」と横濱専門学校の学生に言ったとされる[要出典]。
- 1945年、広島に原爆が投下されるや、木戸幸一内府や平沼騏一郎らに終戦決断を迫ったとされる[要出典]。

## 代表作
題字を担当
- ナショナル劇場（TBS）
  - 『戦国太平記 真田幸村』（1966年）
  - 『水戸黄門』（1969年 - 2011年、2015年、2017年・2019年）
  - 『大岡越前』（1970年 - 1999年、2006年）

## 著書

### 単著
- 『欧米雲水記』四季社 1955
- 『碧巌録講話』河出書房 1957 現代聖典講話
- 『無門関提唱』山喜房佛書林 1957
- 『仏心』春秋社 1959
- 『しっかりやれよ』筑摩書房 1971 現代を生きる心
- 『若い人への手紙』木耳社 1975
- 『覚悟はよいか』PHP研究所 1978
- 『朝比奈宗源老師の獅子吼』春秋社 1981
- 『仏心に生きる』円覚寺仏心会編 春秋社 1989
- 『人はみな仏である 白隠禅師坐禅和讃・一転語』春秋社 2011

編
- 『皇民道徳宝典』編 巌松堂書店 1940

### その他
- 義玄『臨済録』訳註 岩波文庫、1935、のち改版、一穂社
- 圜悟『碧巌録』訳註 岩波文庫（上下）、1937、のち改版